# Gina Romero
Gina Paola Romero Rodríguez (* 1980 in Bogotá) ist eine kolumbianische Menschenrechtsaktivistin. Seit April 2024 ist sie UN-Sonderberichterstatterin zu Versammlungs- und Organisationsfreiheit.

## Biografie
Romero studierte Government and International Relations an der Universidad Externado de Colombia. Sie erwarb ein Masters Diploma in Analysis of contemporary political, economic and international affairs des Institut des Hautes Études d’Amérique Latine (IHEAL) der Sorbonne Nouvelle – Universität Paris III und der Universidad Externado.
Romero hat mehrere zivilgesellschaftliche Organisationen auf lokalem bis globalem Niveau mitgegründet: Corporación Ocasa (Kolumbien), Red Latinoamericana y Caribeña para la Democracia (Redlad) (Lateinamerika und Karibik), Global Youth Network against Corruption, World Youth Movement for Democracy und Global Youth Network for Democracy (alle drei global).
Sie war fast 10 Jahre lang Executive Director des von ihr mitgegründeten Netzwerks Red Latinoamericana y Caribeña para la Democracia. In dieser Stellung war sie gleichzeitig Sekretär des Civil Society Pillar der Community of Democracies. In diesen Funktionen hatte sie weltweite Kontakte auf Ebene von Regierungen, Zivilgesellschaft, Hochschulen und dem privaten Sektor. Sie ist außerdem als Beraterin in den Bereichen Antikorruption, Informationsfreiheit und Jugendbeteiligung tätig. Als Expertin war sie mehrfach für die Inter-American Commission of Human Rights tätig. Sie war Gastprofessorin an der Columbia University und der Universidad Externado. Sie ist Mitglied des Global Diplomacy Lab, einer Plattform, deren Mitglieder als Experten interdisziplinär neue Formen der Diplomatie erkunden, um komplexe Themen zu adressieren, und die unter anderem mit dem Auswärtigen Amt zusammenarbeitet. Sie ist Teil von CIVICUS, einer zivilgesellschaftlichen Plattform für Bürgerbeteiligung und Demokratie.
Seit April 2024 ist sie UN-Sonderberichterstatterin zu Versammlungs- und Organisationsfreiheit und folgt in diesem Amt auf Clément Nyaletsossi Voule.

## Auszeichnungen und Ehrungen
- 2011: Global Changemaker[3][7]
- 2013: Draper Hills Fellow, Center on Democracy, Development and the Rule of Law, Stanford University[8][3]
- 2017: Fellow der Alliance for Historical Dialogue and Accountability, Institute for the Study of Human Rights, Columbia University[4]